# Willy Koch
Willy Koch (vor 1895 – nach März 1927) war ein deutscher Theaterschauspieler und Hörspielsprecher.

## Leben
Koch war seit 1895 bühnentätig. Er begann seine Theaterlaufbahn in Lübeck, wo er zwei Jahre verblieb, kam 1898 nach Stralsund und trat 1900 in den Verband des Hoftheaters in Neustrelitz. Sowohl als Bonvivant wie als jugendlicher Komiker erzielte er lebhafte Erfolge. Ludwig Eisenberg schrieb über Koch:

„‚Reif-Reiflingen‘ in Krieg und Frieden, ‚Baberly‘ in Charleys Tante etc. waren wirkungsvolle Leistungen Kochs. Er war sehr vielseitig und vertrat alle Fächer mit Glück. Sein warmes, lebhaftes Spiel kam ihm vortrefflich zu statten.“

Der Neue Theater-Almanach und das Deutsche Bühnen-Jahrbuch für das Jahr 1914 führen ihn als Oberregisseur eines Stückes im Naturtheater der Jahrhundertausstellung in Breslau im Jahr 1913 auf.
Ab 1924 oder 1925 war Koch bei der Schlesischen Funkstunde in Breslau umfangreich als Hörspielsprecher tätig. Die ARD-Hörspieldatenbank verzeichnet innerhalb der bisher erfassten Jahrgänge von 1924 bis 1927, zwischen dem 7. Februar 1925 und dem 5. April 1927 66 Hörspiele, damals noch „Sendespiele“ genannt, bei denen er als Sprecher mitwirkte. Sämtliche Produktionen wurden live ohne Aufzeichnung gesendet. Nach dieser Zeit verliert sich seine Spur.